# Dubán Ramírez
Dubán Alberto Ramírez Rodríguez (nascido em 30 de dezembro de 1965) é um ex-ciclista colombiano. Representou seu país, Colômbia, no ciclismo nos Jogos Olímpicos de Verão de 1988 e 1996.